# Bestrafung im Grab
Die Bestrafung im Grab (arabisch عذاب القبر, DMG ʿaḏāb al-qabr) ist ein Konzept in der islamischen Religion, beruhend auf dem Glauben, dass es nach dem Tod ein weiteres (bewusstes) Leben gebe, welches bis zum Tag der Auferstehung zunächst im Grab (ḥayāt al-barzaḫ) fortgesetzt würde. Aus diesem Glauben entwickelte sich die Lehre, dass es zwei Abrechnungen für jeden Menschen gibt: Die Abrechnung und Bestrafung im Grab und die große Abrechnung am jüngsten Gericht.

## Islamische Sichtweise auf das Leben nach dem Tod
Wurde der Verstorbene begraben und haben seine Angehörigen die Grabstätte verlassen, kommen zwei Engel Munkar und Nakīr, setzen ihn aufrecht und befragen ihn über seinen Glauben. Die Gläubigen werden die Fragen problemlos beantworten können, die Ungläubigen jedoch nicht. Die Engel schlagen diese dann mit eisernen Peitschen, bis der Verstorbene so zu schreien anfängt, dass es alle Lebewesen hören können – außer Menschen und Dschinn. Es gibt unterschiedliche Meinungen darüber, wie lange diese Bestrafung anhält, ob bis zum Tag der Auferstehung, oder ob diese schon vorher enden könne. Einen grünen Zweig auf das Grab zu legen kann dem Verstorbenen Linderung bei der Bestrafung verschaffen. In zahlreichen Überlieferungen jedoch fehlt die Erwähnung von Engeln gänzlich; dort wird nur die Bestrafung selbst erwähnt. Die beiden Todesengel Munkar und Nakīr werden im Quran nicht erwähnt. Die Anzahl der Engel in den Überlieferungen entwickelte sich von zunächst gar keiner Erwähnung, dann wurde ein Engel erwähnt und schließlich zwei, die dann als die beiden genannten Engel identifiziert wurden.
In anderen Ahadith werden noch weitere Details über das Leben im Grab und die Bestrafung dort überliefert. Engel der Barmherzigkeit kämen über die Gläubigen, die sich in einem Garten des Paradieses befänden und in diesem wie Vögel herumfliegen könnten, während zu den Ungläubigen, die sich in einer Grube des Höllenfeuers befänden, Engel der Strafe kämen. Außerdem würde das Grab für die Gläubigen weit und geräumig gemacht, während es für die Ungläubigen schmal und eng sei.

## Erwähnung in der Literatur
In dem im 8. Jahrhundert entstandenen Werk Fiqh al-akbar I. des islamischen Gelehrten Abu Hanifa wird die Bestrafung im Grab nur rudimentär abgehandelt. Das Werk Wassiyat Abi Hanifa des gleichen Autors, welche die Lehren der islamischen Orthodoxie im 9. Jahrhundert repräsentiert, erwähnt das Verhör durch die beiden Engel Munkar und Nakīr im Grab. Im Fiqh al-akbar II wird dieses Thema noch detaillierter abgehandelt.

## Glaube und Praxis
Der Glaube an die Bestrafung ist, wie die Erwähnung in den Werken Abu Hanifas zeigt, in der islamischen Orthodoxie ein elementarer Glaubensbestandteil, dennoch gibt es einige Gruppen, die sie ablehnen: Darunter fallen einige extreme Schiiten, einige Muʿtazilis oder ihre Vorstellungen weichen von denen des orthodoxen Islam ab. Der Glaube an eine Bestrafung im Grab existiert auch im Judentum und weist starke Parallelen zu den Glaubenslehren des Islam auf.

## Erwähnung im Koran
Es findet sich keine explizite Erwähnung der Bestrafung im Grab im Quran, jedoch durchaus Hinweise darauf. So heißt es in mehreren Ayat:

„Aber wie (wird es sein) wenn die Engel sie (dereinst) abberufen, wobei sie ihnen ins Gesicht und auf das Hinterteil schlagen?“

, oder auch: 

„Wenn du (doch) sehen würdest (dereinst am Tag des Gerichts) wenn die Engel diejenigen, die ungläubig sind, abberufen, wobei sie ihnen ins Gesicht und auf das Hinterteil schlagen und (zu ihnen gesagt wird) Ihr bekommt (jetzt) die Strafe des Höllenbrandes zu spüren.“